# Лисья Поляна
Ли́сья Поля́на (рос. Лисья Поляна) — селище у складі Бузулуцького району Оренбурзької області, Росія.

## Населення
Населення — 438 осіб (2010; 459 у 2002).
Національний склад (станом на 2002 рік):
- росіяни — 84 %